# Rigoberto Corredor Bermúdez
Rigoberto Corredor Bermúdez (Pereira, Risaralda, 5 de agosto de 1948) es un obispo católico, profesor, filósofo y teólogo colombiano. Es el obispo emérito de la Diócesis de Pereira.

## Inicios
Nacido en el corregimiento colombiano de Arabia (perteneciente al Departamento de Risaralda) el día 5 de agosto de 1948.
Después de estudiar secundaria en el Seminario Menor de Pereira, pasó a estudiar Filosofía y Teología en el Seminario Mayor de Manizales.
Ya el día 18 de noviembre de 1973 fue ordenado sacerdote en Pereira, por el entonces obispo diocesano Monseñor Baltasar Álvarez Restrepo.
Luego se trasladó a Italia durante un tiempo, para obtener un Doctorado en Misiología por la Pontificia Universidad Urbaniana de Roma.

## Sacerdocio
Cuando regresó a Colombia, inició su ministerio pastoral como vicario cooperador de su pueblo natal.

Después durante estos años ha sido párroco de Purembará, de San Antonio del Chamí, dentro de la diócesis de Pereira ha ejercido de vicario episcopal de Pastoral, de delegado episcopal de las Misiones, Catequesis y Diaconado Permanente y de profesor de Teología en el Seminario Mayor.El 26 de marzo de 1988 fue nombrado obispo auxiliar de Pereira por el papa Juan Pablo II. Ocho años más tarde llegó a liderar la diócesis de Buenaventura. En 2003 pasó a la diócesis de Garzón y el 15 de julio de 2011 el papa Benedicto XVI lo nombra obispo de Pereira, su ciudad natal. El 4 de octubre de 2024 el papa Francisco aceptó la renuncia de monseñor Rigoberto Corredor como obispo de Pereira.
- Datos: Q1527410